# Alitalia CityLiner
Alitalia CityLiner (mã ICAO = CYL) là hãng hàng không của Ý, trụ sở ở Roma. Hãng có các tuyến đường chở khách thường xuyên trong nước và trong châu Âu. Căn cứ chính của hãng ở Sân bay quốc tế Fiumicino (Roma) và các căn cứ khác ở Sân bay quốc tế Napoli, Sân bay quốc tế Venezia và Sân bay Trieste.

## Lịch sử
Alitalia CityLiner được công ty mẹ Air One thành lập và bắt đầu hoạt động từ tháng 6/2006. Hãng hiện có đội máy bay Canadair CRJ-900 mới toanh và đảm nhận việc chở khách trên các tuyến đường trong nước cùng vài tuyến trong châu Âu thay cho Air One.

## Các nơi đến
Xem Các nơi đến của hãng mẹ Alitalia

## Đội máy bay
(Ngày 18.6.2012) :
Hạm đôi lịch sử
Trong những năm qua, Alitalia CityLiner đã khai thác những loại máy bay sau: 
Đội máy bay lịch sử của Alitalia CityLiner
Bombardier CRJ900
Embraer E170LR 